# Behounekia freyeri
Behounekia freyeri is een vlinder uit de familie uilen (Noctuidae). De wetenschappelijke naam is voor het eerst geldig gepubliceerd in 1835 door Frivaldszky.
De soort komt voor in Europa.